# St. Marien (Suhl)

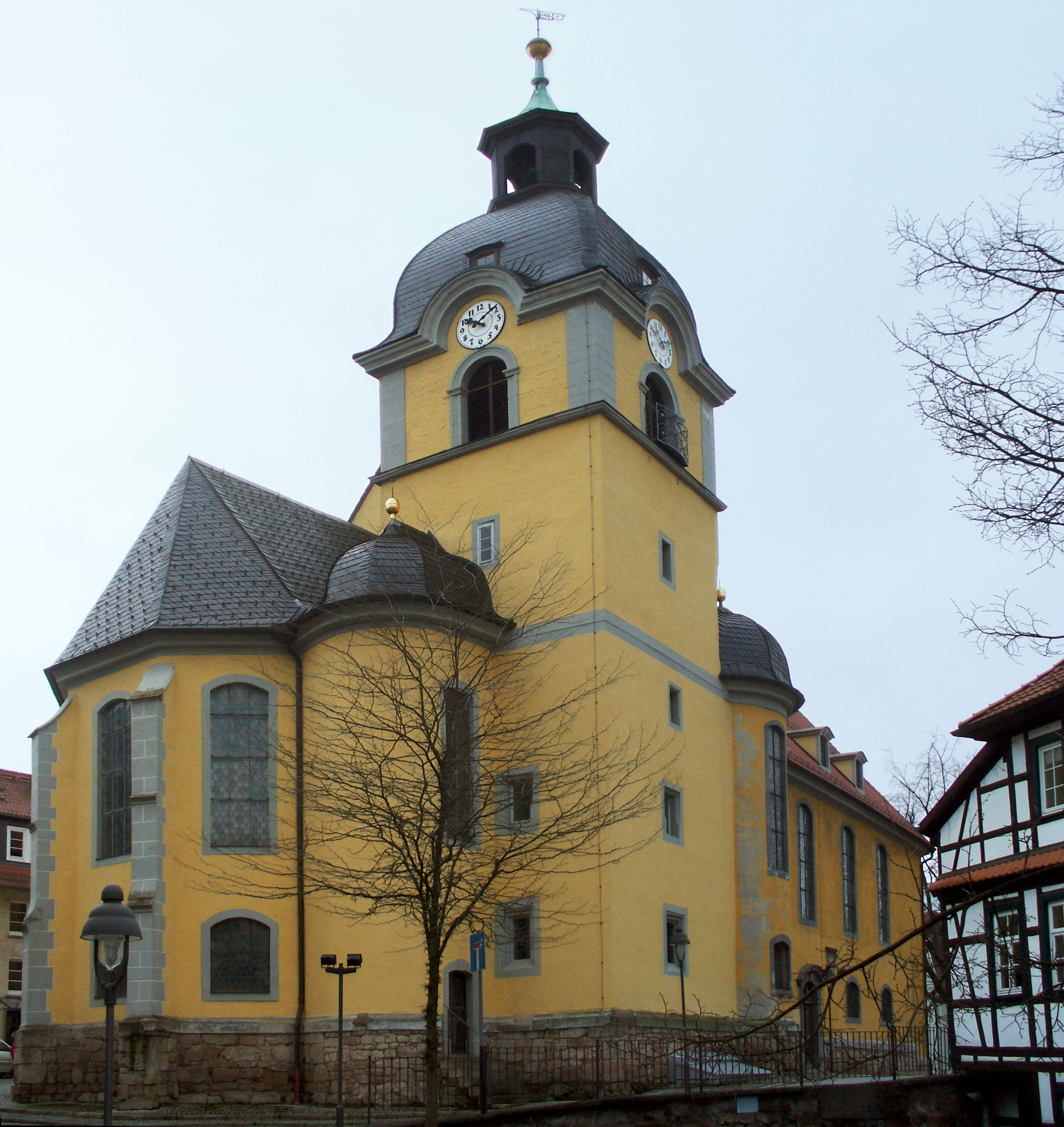
St. Marien in Suhl

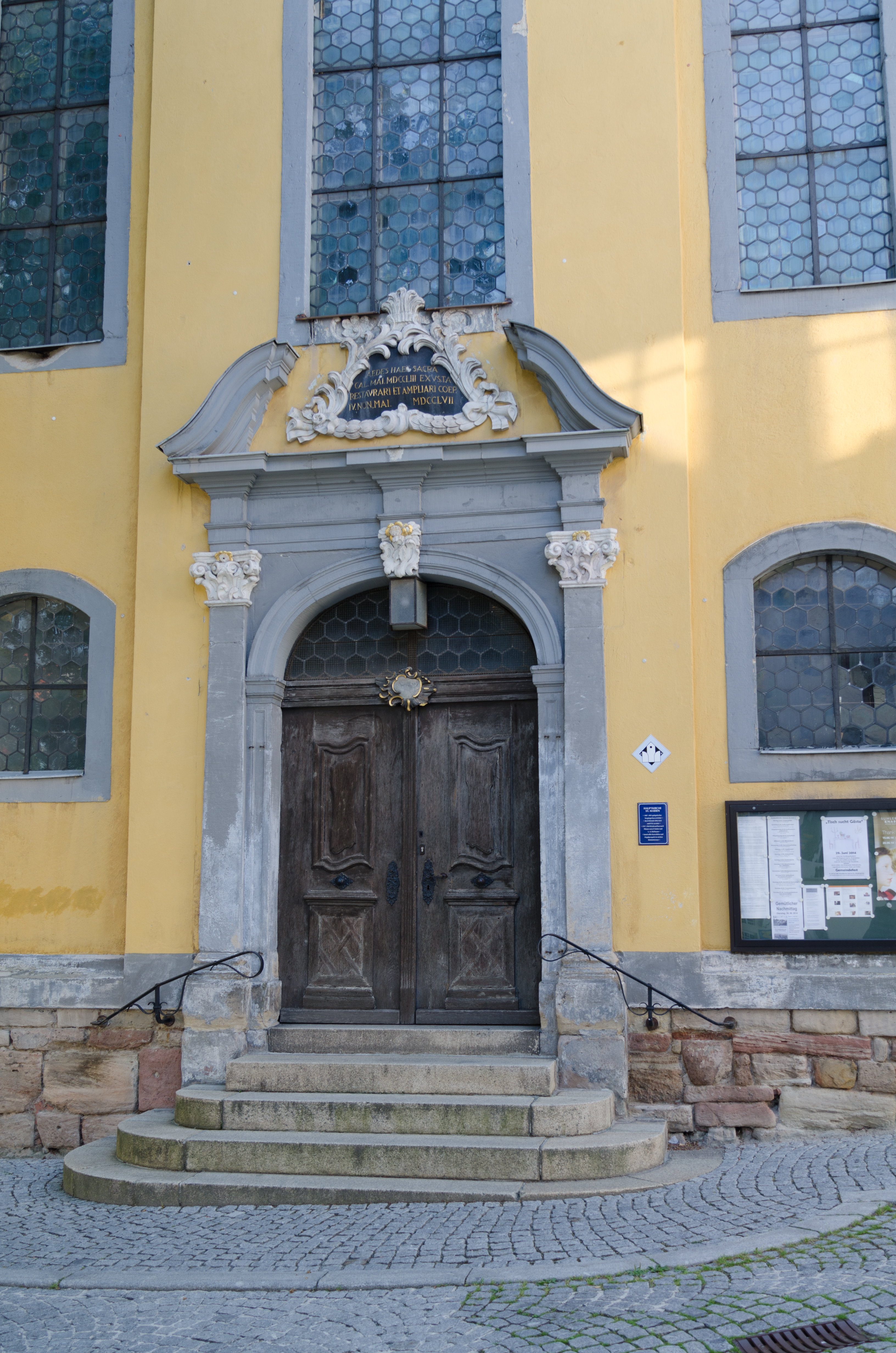
Eingangsportal

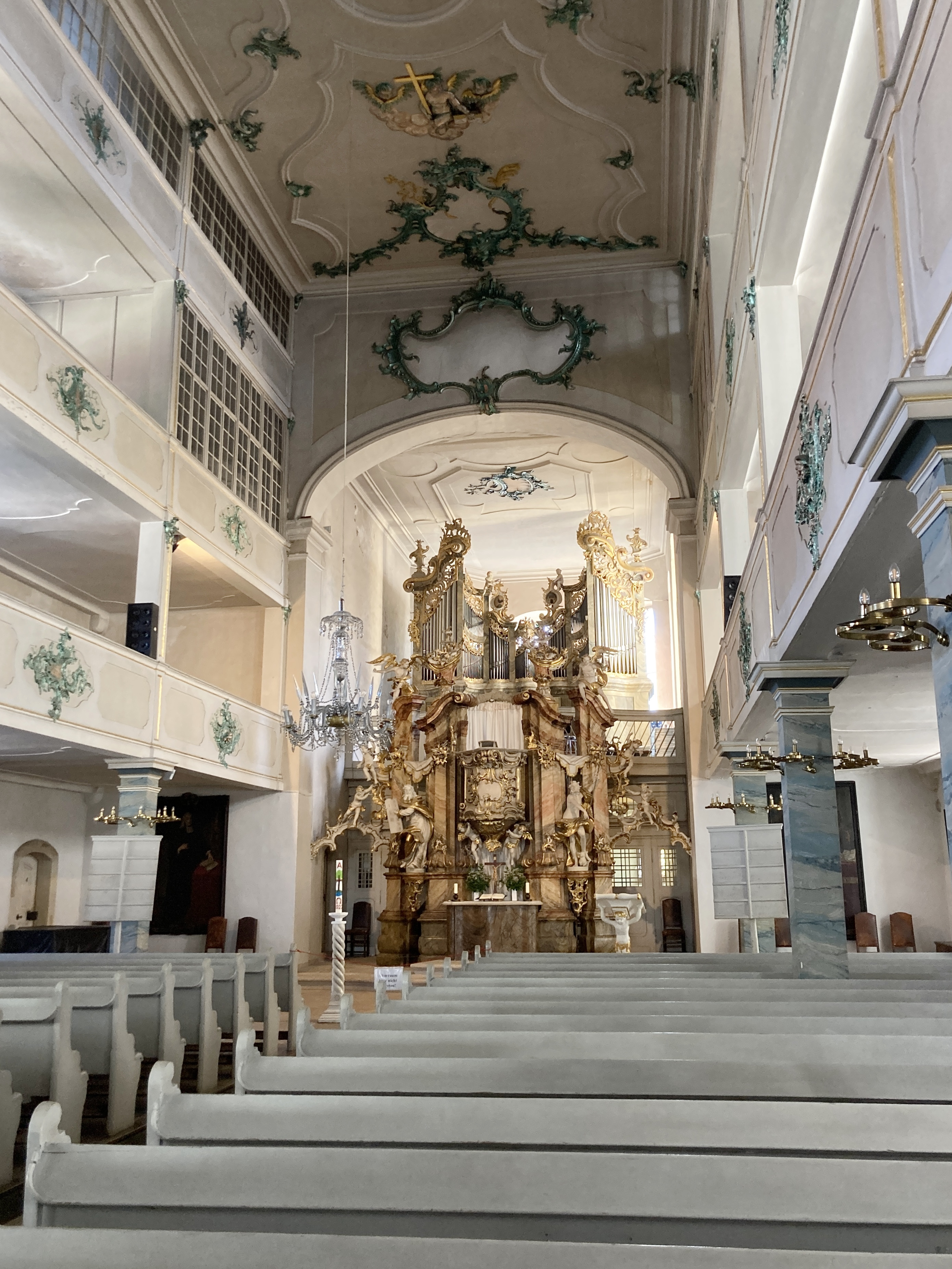
Innenraum

Die evangelisch-lutherische Kirche St. Marien in Suhl in Thüringen wurde als ältestes Gotteshaus der Stadt zwischen 1487 und 1491 errichtet. Sie wird daher auch als Hauptkirche bezeichnet.

## Geschichte
Mitte des 14. Jahrhunderts existierte auf dem Suhler Kirchberg ein Gotteshaus, das zum Pfarrsprengel Schmalkalden und somit zum Landkapitel Mellrichstadt und zum Bistum Würzburg gehörte. Im Jahr 1487 wurde dann im Stadtzentrum mit dem Bau der Hauptkirche St. Marien begonnen. Die Arbeiten waren 1491 beendet. Die Reformation führten die Henneberger Landesherren im Jahr 1544 durch. Im April 1590 brannte die Kirche beim ersten großen Suhler Stadtbrand nieder. Der Neubau wurde 1634 im Verlauf des Dreißigjährigen Kriegs durch einen Stadtbrand zerstört. Zwischen 1647 und 1650 wurde die Kirche wiederaufgebaut und am 8. Oktober 1654 geweiht. Der nächste Stadtbrand folgte 1. Mai 1753. Die heutige Kirche wurde nach 1757 im spätbarocken Stil nach Plänen des Bauschreibers Ludwig August Hoffmann durch den Maurermeister Johann Philip Kober errichtet. Am 1. November 1761 wurde das Gotteshaus geweiht. Der Turm war 1769 fertiggestellt und 1770 erhielt die Kirche ein Geläut.

## Gestaltung
Die Kirche ist als Saalbau mit einem steilen Satteldach gestaltet. Flachbogenfenster in zwei Ebenen gliedern die gelb verputzte Fassade, in der zwei Steinreliefs und drei Bauinschriften der Vorgängerbauten vorhanden sind. Der Kirchturm hat einen quadratischen Grundriss und eine Welsche Haube mit Laterne als oberen Abschluss. An diesen sind beidseitig Treppenhäuser mit runden Grundrissen und Wendeltreppen angebaut. Die repräsentative Westseite wird durch das Eingangsportal, breite Lisenen und einen Strahlenkranz mit einem Pelikan im Giebeldreieck geprägt. Der Chor mit den Strebepfeilern stammt teilweise noch von den Vorgängerbauten.

## Ausstattung
Der Innenraum der denkmalgeschützten Kirche ist im Rokokostil gestaltet. Er wird geprägt durch die dreigeschossige Empore an drei Seiten des Kirchenschiffes und den Kanzelaltar im Chorraum. Die Emporenbrüstungen tragen Muschelwerk und Engelköpfchen. Beim kunstvollen Kanzelaltar aus Holz sind der Altar, die Kanzel und die Orgel, mit einem prächtigen Prospekt, übereinander angeordnet. Figuren von Moses mit den Tafeln der zehn Gebote und Johannes dem Täufer verzieren den Altar.
Darstellungen an der Kirchendecke zeigen Engel mit dem geflammten Schwert und den zehn Geboten und symbolisieren Gottes Recht, ein Engel mit dem Kreuz und der Bibel symbolisiert Gottes hingebende Liebe und vergebende Gnade. In der Sakristei sind Wand- und Deckenmalereien vorhanden, die aus dem 17. Jahrhundert stammen.
Der Schmiedefelder Johann Michael Wagner baute 1757–62 die Orgel mit etwa 3000 Pfeifen. Sie hat zwei Manuale, Pedal und 29 Register auf Schleifladen mit mechanischer Traktur. 1971/72 erfolgte eine Restaurierung.